# Legnatia fulvipes
Legnatia fulvipes là một loài tò vò trong họ Ichneumonidae.